# Kozarica
Kozarica (italsky Cosarizza) je malá vesnice a přímořské letovisko v Chorvatsku v Dubrovnicko-neretvanské župě, spadající pod opčinu Mljet. Nachází se na západě ostrova Mljet, u jeho severního pobřeží. V roce 2011 zde žilo 28 obyvatel.
Sousedními vesnicemi jsou Babino Polje, Blato, Polače a Ropa.